# Campionati europei di concorso completo 1985
I Campionati europei di concorso completo 1985 si sono svolti a Burghley, in Gran Bretagna.

## Podi
| Evento           | Oro           | Argento      | Bronzo         |
| Gara individuale | Virginia Leng | Lorna Clarke | Ian Stark      |
| Gara a squadre   | Regno Unito   | Francia      | Germania Ovest |

## Medagliere
| Posiz. | Nazione        | Oro | Argento | Bronzo | Totale |
| ------ | -------------- | --- | ------- | ------ | ------ |
| 1      | Regno Unito    | 2   | 1       | 1      | 4      |
| 2      | Francia        | 0   | 1       | 0      | 1      |
| 3      | Germania Ovest | 0   | 0       | 1      | 1      |
| Totale | Totale         | 2   | 2       | 2      | 6      |